# Janet Montgomery
Janet Ruth Montgomery (Bournemouth, 29 ottobre 1985) è un'attrice britannica.
Le prime serie in cui ha avuto un ruolo di spicco sono Human Target per il ruolo di Ames e Entourage per il ruolo di Jennie, mentre tra i primi film a cui ha preso parte Le colline sanguinano con il ruolo di Serina. È stata la protagonista Martina Garretti nella serie Made in Jersey; è tra i protagonisti anche a Salem dove interpreta il ruolo di Mary Sibley. Attualmente è la dottoressa Lauren Bloom nella serie New Amsterdam.

## Biografia
Janet Montgomery è nata a Bournemouth, in Inghilterra. Dopo aver vissuto alcuni anni a Londra, si è trasferita a Los Angeles per intraprendere la carriera di attrice. Ha anche studiato come ballerina professionista presso la "Stella Mann College of Performing Arts" a Bedford.
Debutta in televisione nel 2008 in un episodio di Skins; nello stesso anno è nel cast del film Dis/Connected per la regia di Tom Harper, e nel cortometraggio Flushed per la regia di Martin Stirling.
Nel 2010 prende parte al cinema al pluripremiato Il cigno nero di Darren Aronofsky. Inoltre, nel 2010 debutta nelle serie televisive con il ruolo di Jennie in Entourage e di Ames in Human Target; entrambe le serie la portano ad essere sul set anche nel 2011, in particolare durante quest'anno è impegnata anche con la serie TV The League e con il film, dove interpreta il ruolo di Lady Arabella, Quell'idiota di nostro fratello per la regia di Jesse Peretz. Tra il 2011 e il 2012 prende parte alla serie TV Merlin nel ruolo ricorrente della principessa Mithian, nella quarta e quinta stagione.
L'anno successivo ottiene il suo primo ruolo da protagonista della serie TV Made in Jersey, dove interpreta l'avvocatessa italoamericana Martina Garretti; la serie ha però vita breve. Nel 2014 è protagonista, assieme a Shane West, del period drama Salem. Dal 2018 al 2023 interpreta la dottoressa Lauren Bloom nel medical drama New Amsterdam. Nel 2025 è nel cast della seconda stagione di 1923.

## Vita privata
Dal 2017 ha una relazione con il creative copywriter Joe Fox; la coppia ha una figlia nata nel 2019. Janet Montgomery e Joe Fox si sono sposati in Giamaica il 29 novembre 2019.
Nata a Bournemouth, dopo aver vissuto molti anni a Londra, attualmente vive a Los Angeles. Una delle sue migliori amiche è la collega Freema Agyeman.

## Filmografia

### Cinema
- Flushed, regia di Martin Stirling – cortometraggio (2008)
- Le colline sanguinano (The Hills Run Red), regia di Dave Parker (2009)
- Wrong Turn 3 - Svolta mortale (Wrong Turn 3: Left for Dead), regia di Declan O'Brien (2009)
- Accused at 17, regia di Doug Campbell (2009)
- Dead Cert, regia di Steven Lawson (2010)
- Il cigno nero (Black Swan), regia di Darren Aronofsky (2010)
- Quell'idiota di nostro fratello (Our Idiot Brother), regia di Jesse Peretz (2011)
- Everything Carries Me to You, regia di Emma Holly Jones – cortometraggio (2011)
- The Republic of Two , regia di Shaun Kosta (2013)
- Happily Ever After, regia di Joan Carr-Wiggin (2016)
- Amateur Night, regia di Lisa Addario e Joe Syracuse (2016)
- Lo spazio che ci unisce (The Space Between Us), regia di Peter Chelsom (2016)
- Romans - Demoni dal passato (Romans), regia di Ludwig Shammasian e Paul Shammasian (2017)
- In a Relationship - Amori a lungo termine (In a Relationship), regia di Sam Boyd (2018)
- Nighthawks, regia di Grant S. Johnson (2018)
- Think Like a Dog, regia di Gil Junger (2020)

### Televisione
- Skins – serie TV, episodio 2x06 (2008)
- Dis/Connected, regia di Tom Harper – film TV (2008)
- Entourage – serie TV, 10 episodi (2010-2011)
- Human Target – serie TV, 11 episodi (2010-2011)
- The League – serie TV, episodio 2x01 (2011)
- Merlin – serie TV, episodi 4x11-5x04 (2011-2012)
- Made in Jersey – serie TV, 8 episodi (2012)
- Dancing on the Edge – serie TV, 5 episodi (2013)
- Spies of Warsaw – serie TV, 4 episodi (2013)
- Downton Abbey – serie TV, episodio 4x09 (2013)
- Gothica, regia di Anand Tucker – film TV (2013)
- Black Mirror – serie TV, episodio 2x04 (2014)
- Salem – serie TV, 36 episodi (2014-2017)
- This Is Us – serie TV, 5 episodi (2016-2017)
- New Amsterdam – serie TV, 89 episodi (2018-2023)
- The Romanoffs – serie TV, episodio 1x02 (2018)
- Quantum Leap – serie TV, episodio 2x02 (2023)
- 1923 – serie TV, episodi 2x05-2x06-2x07 (2025)

## Doppiatrici italiane
Nelle versioni in italiano delle opere in cui ha recitato, Janet Montgomery è stata doppiata da:
- Chiara Gioncardi in Merlin, Salem, This Is Us, Lo spazio che ci unisce
- Francesca Manicone in New Amsterdam
- Micaela Incitti in Human Target
- Maria Letizia Scifoni in Made in Jersey
- Benedetta Ponticelli ne Le colline sanguinano
- Alessia Amendola in Downton Abbey
- Martina Felli in Black Mirror
- Gemma Donati in 1923